# Jenny Salgado
Jenny Salgado, de son vrai nom Jennifer Salgado, également connue sous le nom de scène J.Kyll, parfois typographié J-Kyll ou JKyll, née au Québec, est une rappeuse, auteure-compositeure-interprète, productrice et réalisatrice canadienne, d'origine haïtienne. Elle est réputée pour être une activiste et une citoyenne active dans la communauté canadienne, québécoise et la communauté haïtienne. Elle est la première femme MC à s'être imposée dans l'histoire du hip-hop québécois.
Elle fait partie des membres fondateurs du groupe Muzion, l'un des groupes les plus importants du hip-hop québécois. Elle est respectée et prisée, autant du public que des critiques, pour qui elle se démarque par son caractère original, la qualité de ses textes, son authenticité, ses propos tranchants, son engagement social et sa sensibilité. Elle est fortement responsable de l'univers sonore du groupe pour qui, dès les débuts, elle se charge d'une grande partie de la production musicale. Elle est aussi réalisatrice et est l'auteure de plusieurs textes pour des artistes de différentes origines musicales.
En 2011, elle publie son premier album solo intitulé Et tu te suivras.

## Biographie

### Débuts avec Muzion (1999–2005)

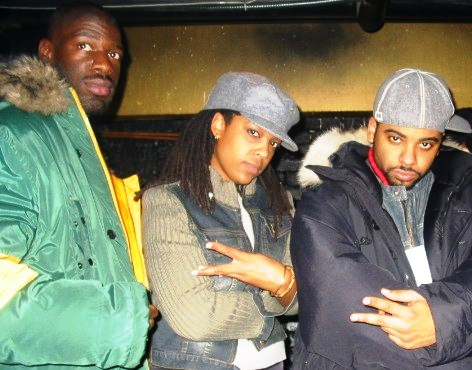
Muzion en 2003. Jenny au milieu.

Jenny est née au Québec de parents haïtiens. Elle intègre le groupe Muzion, qui est invité en 1999 aux Francofolies de La Rochelle en France, qui joue au festival CREAM en compagnie de Moby et Daft Punk, qui part en tournée avec des grands noms du hip-hop canadien (Rascalz, Choclair, Rahzel…), puis fait l’ouverture de Eminem et de NTM.
Dans le cadre de son spectacle télévisé Sous influences, Diane Dufresne, l’une des plus grandes chanteuses québécoises, invite J.Kyll en 2000 à monter sur scène avec elle et à revisiter deux de ses chansons. J.Kyll écrit un vers sur la chanson « Actualités » puis un autre sur la très populaire Oxygène puis elle interprète ces deux pièces avec Mme Dufresne.
Entre 1999 et 2006, Jenny multiplie les apparitions avec son groupe Muzion comme sur la chanson Tous nés pour mourir d'Anodajay (2006), En toute sincérité d'O.T. MC (2006), Faut pas que j'lâche de Manspino (2005), C'est pour ça qu'on vit de Taktika, 24 Heures à Vivre de Wyclef Jean (2004), Tu veux hate? (2003), Témoin des Rascalz (1999) et Interurbain de 2 Faces (1999).
En 2000 et 2001, Muzion part pour une tournée d'un mois en France et en Belgique avec Kool Shen (membre du groupe français NTM et fondateur du label IV My People), qui se termine par un spectacle impressionnant au Zénith de Paris. En 2001, la chanteuse Sylvie Paquette invite J.Kyll à chanter avec elle sur la chanson Désolée de son troisième album Souvenirs de Trois. La chanson devient un single pour lequel un vidéoclip fut tourné et est lancé sur Musique Plus. J.Kyll fait plusieurs spectacles en compagnie de Sylvie Paquette et son travail sur la chanson Désolée est fortement apprécié du public et des critiques. Elle signe le texte de la chanson Désolé du troisième album de Sylvie Paquette, Souvenir de trois.
Wyclef Jean invite Muzion en 2004 et 2008 à ouvrir pour lui lors du Festival d'été international de Québec, et en 2009 à L’International de montgolfières de Saint-Jean-sur-Richelieu.

### Activités solo (2006–2010)

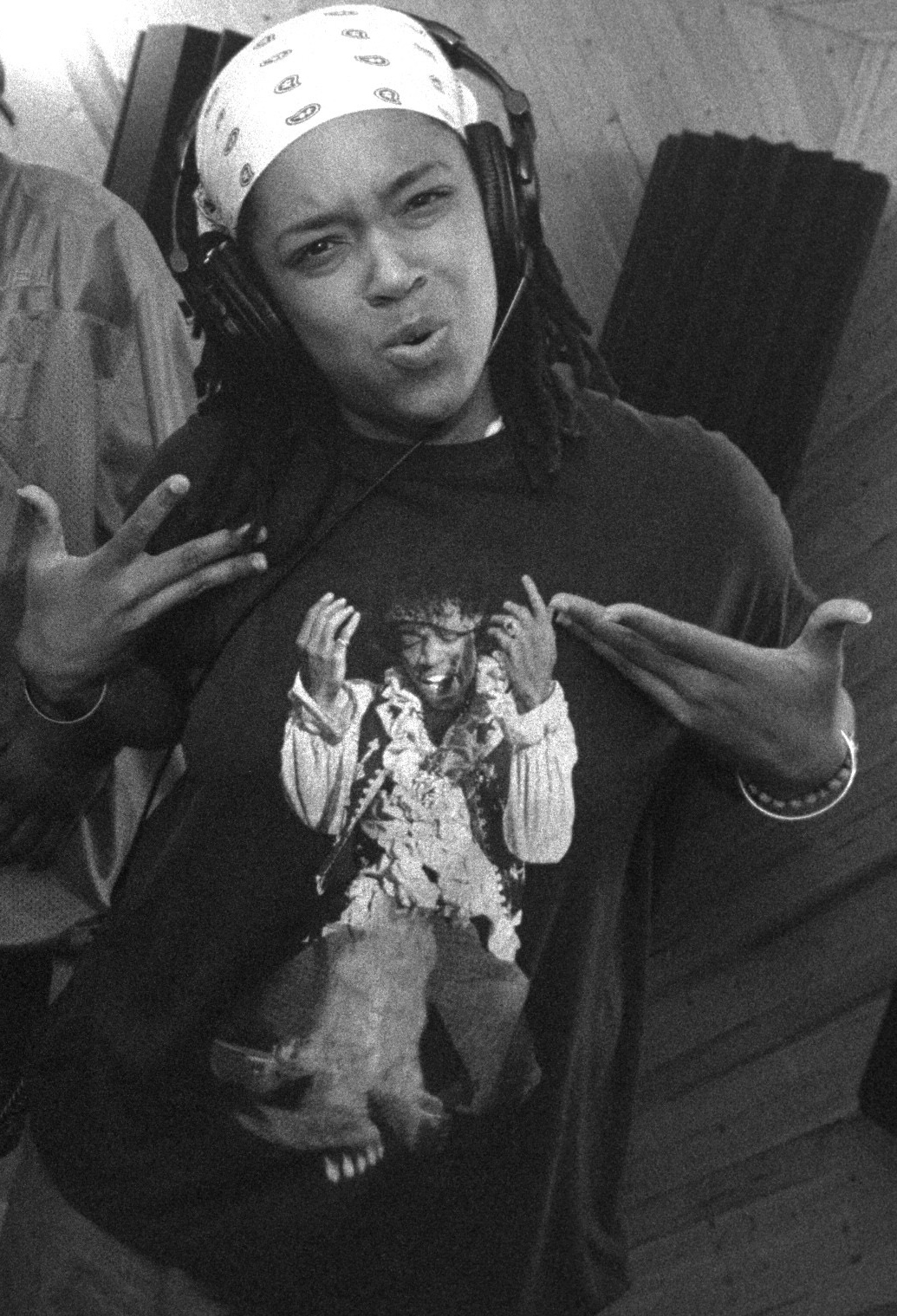
Jenny Salgado.

En 2006, Jenny participe à la chanson On the Road de L'Assemblée tiré de l'album Les gars du peuple, en featuring avec Le D-Mon. Toujours en 2006, l’auteure Jeanne Painchaud invite Jenny à écrire un texte dans le recueil Histoires de Pères paru aux éditions Les 400 coups. Elle y côtoie quelques-unes des plus grandes auteures du Québec actuel. Impressionnée par la qualité de son écriture dans Histoires de Pères  et considérant qu’elle devrait faire partie de la relève des nouveaux poètes et écrivains du Québec, Claudine Bertrand invite Jenny à écrire un poème pour sa revue d’art et de littérature Mouvance. Jenny y publie son poème L’enivrance de l’eau avec lequel elle compte faire une chanson sur son prochain album.
En 2007, elle produit deux beats sur l’album Mon poing de vue de Imposs et réalise deux chansons sur cet album — Intro (les rideaux s'ouvrent) et La Preuve morte — signé par K-Pone Inc. et distribué par Warner. Elle écrit également les textes de six chansons sur l’album Changer le monde du chanteur Pierre Gage : Un jour à la foi, Pardonne-moi, Mon frère (top 40 en France), J'envoie un SOS, Je veux être libre, Doudou, et Doudou Remix.
En 2008, elle réalise le montage musical pour le défilé de mode de l’APICO (2007 et 2008). Sa chanson en solo Tel père, tel vice accompagnée par le chanteur Corneille, fait beaucoup parler. Elle devient l’une des premières chansons de rap québécois à entrer en rotation sur la radio commerciale. Cette chanson traite de l’inceste et de ses conséquences sur tous les membres d’une même famille.

### ...Et tu te suivras(depuis 2011)
En septembre 2011, Jenny sort son premier album studio solo ...Et tu te suivras (qui n'est pas un album de rap mais plutôt une œuvre conceptuelle aux influences très diverses)  pour lequel elle reçoit d'excellentes critiques. Jenny y compose tous les textes et toute la musique en collaboration avec les frères Martin et André Courcy. « C’est mon premier album solo, c’est mon histoire », explique-t-elle. « Mais je ne voulais pas qu’il soit trop introspectif. J’ai écrit une histoire plus globale pour que tout le monde puisse se l’approprier. C’est très imagé, pour que ça puisse être l’histoire de n’importe qui, qu’une journée, les gens aient l’impression de me connaître à travers mes chansons, et le lendemain, qu’ils se reconnaissent eux-mêmes. »

## Actions sociales
Jenny Salgado s'implique dans sa communauté en offrant plusieurs ateliers de musique et d'écriture à des jeunes des écoles secondaires et des centres de jeunesse. Elle travaille avec des organismes venant en aide aux jeunes délinquants, aux jeunes immigrants de Montréal et aux personnes ayant une déficience intellectuelle et offre plusieurs spectacles bénéfices et conférences sur différents sujets auprès des jeunes, des femmes et de la communauté haïtienne de Montréal.

## Discographie

### Album

#### Solo
- 2010 : ...Et tu te suivras

#### Avec Muzion
- 1999 : Mentalité Moune Morne… (Ils n'ont pas compris)[1]
- 2002 : J'rêvolutionne[1]

### Collaboration

#### Solo
- 2005 : L'Assemblée - On the road (sur l'album Les Gars Du Peuple) - Incluant Le D-Mon
- 2010 : Sans Pression, * 2010: - ''Quand j'y pense'' (sur la compilation ''HHQC.com - La Force du Nombre'') - Incluant Koriass

#### Avec Muzion
- 1999 : Rascalz - Témoin (sur l'album Global Warning)
- 2002 : K-OS -  Heaven Only Knows (French Remix Single) - Incluant Kamau, Les Architeks, et Butta Babees
- 2004 : Wyclef Jean -24 Heures à vivre  (sur l'album Welcome to Haiti: Creole 101)
- 2005 : Manspino - Faut pas que j'lâche (sur l'album Well Enough to Be Ill)
- 2005 : Taktika - C'est pour ça qu'on vit (sur l'album L'affaire Taktika)
- 2006 : Anodajay - Tous nés pour mourir (sur l'album Septentrion)
- 2006 : OTMC - En toute sincérité (sur l'album Sincérité Volontaire)
- 2016 : GLD - Ma voix (sur l'album Laisse-moi faire ma musique)

### Écriture et production
- 2001 : Désolé (du troisième album de Sylvie Paquette, Souvenir de trois)[6]

## Distinctions
- 2000 : Lauréat pour le prix Félix pour « Album francophone hip-hop de l'année» pour l'album Mentalité Moune Morne, gala ADISQ
- 2000 : Nomination pour le prix Félix pour « Auteur-compositeur de l’année » pour l'album Mentalité Moune Morne, gala ADISQ (2000)
- 2000 : Nomination pour le prix Félix pour « Groupe de l’année » au gala ADISQ
- 2000 : Lauréat du prix « Artiste hip hop de l’année » au gala MIMI’s
- 2000 : Nomination « Vidéo francophone de l’année » pour le vidéo de la chanson La vi ti-nèg aux Much Music Awards
- 2003 : Lauréat pour le prix Félix pour « Album francophone hip-hop de l'année » pour l'album J'rêvolutionne, Gala ADISQ
- 2003 : Lauréat du prix « Album francophone de l’année » aux Urban Music Awards
- 2004 : Lauréat du prix Miroir pour la « meilleure performance de la chanson d’expression française » au festival d'été de Québec
- 2004 : Lauréat du prix Francophone Record of the Year Canadian Urban Music Awards
- 2004 : Lauréat du prix pour le vidéoclip de l’année pour la chanson 24 heures à vivre au Gala MU

## Ouvrages
- Philippe Laframboise, Louise Blanchard, Suzanne Gauthier, Manon Gilbert, Dominique Lachance, 101 années de vedetteriat au Québec, Québec, Canada, Éditions Total publishing, dépôt légal 2000, 150, 154 (ISBN 978-2-89535-003-3 et 2-89535-003-5)
- Jeanne Painchaud, Histoires de pères, Québec, Canada, Les 400 coups, 1er juin 2006 (ISBN 978-2-89540-307-4)